# راي فلانيجان
راي فلانيجان (بالإنجليزية: Ray Flanigan) هو لاعب كرة قاعدة أمريكي، ولد في 8 يناير 1923 في مورغانتاون في الولايات المتحدة، وتوفي في 28 مارس 1993 في بالتيمور في الولايات المتحدة.

## وصلات خارجية
- راي فلانيجان على موقعبيزبول رفرنس.كوم (الدوري الرئيسي) (الإنجليزية)